# Seleção Alemã de Beisebol
A Seleção Alemã de Beisebol representa a Alemanha nas competições internacionais de beisebol, como o Campeonato Europeu e a Copa do Mundo.